# جانی وسترن
جانی وسترن (انگلیسی: Johnny Western؛ زادهٔ ۲۸ اکتبر ۱۹۳۴) ترانه‌سرا، خواننده، بازیگر و مجری رادیویی اهل ایالات متحده آمریکا است.
از فیلم‌ها یا برنامه‌های تلویزیونی که وی در آن نقش داشته‌است، می‌توان به دارای اسلحه - آماده سفر اشاره کرد.